# Cymatium cingulatum
Cymatium cingulatum är en snäckart som först beskrevs av Jean-Baptiste Lamarck 1882.  Cymatium cingulatum ingår i släktet Cymatium och familjen Ranellidae. Inga underarter finns listade i Catalogue of Life.